# Guntarith
Guntarith (auch Gontharis; † 546 in Karthago) war ein oströmischer Militärführer vandalischer Abstammung. Er rebellierte 546 in Africa gegen die Herrschaft Kaiser Justinians.
Nach der Rückeroberung der nordafrikanischen Provinzen durch Belisar 533/34 (Vandalenfeldzug) sahen sich die Oströmer mehrfach mit maurischen und vandalischen Aufständen konfrontiert (siehe Schlacht von Babosis und Zerboule, Schlacht von Mammes und Bourgaon). Ein Jahr nach der Niederschlagung der Rebellion des Stotzas (545) setzte sich der dux Numidiae Guntarith an die Spitze des Widerstands. Mit maurischer und numidischer Unterstützung bemächtigte er sich der Provinz Africa proconsularis und ließ den kaiserlichen Heermeister Areobindus in Karthago umbringen; dessen Frau, die Kaisernichte Praeiecta, wurde verschont. Ziel der Rebellen war wahrscheinlich die Sezession der Provinzen von Konstantinopel und die Restauration einer unabhängigen (vandalischen) Königsherrschaft. Als Guntarith zur Festigung seines Regimes mit Säuberungsaktionen und Massenhinrichtungen begann, veranlasste der strategos Artabanes, vermutlich mit Billigung des praefectus praetorio Athanasius, fünf Wochen nach Ausbruch der Rebellion bei einem Gelage die Ermordung des Usurpators. Sein maurischer Unterstützer Johannes wurde in Konstantinopel hingerichtet.